# Çalkaya, Pınarbaşı
Çalkaya là một xã thuộc huyện Pınarbaşı, tỉnh Kastamonu, Thổ Nhĩ Kỳ. Dân số thời điểm năm 2008 là 114 người.